# 冲浪音乐
冲浪音乐（Surf music）是与冲浪文化相关的摇滚乐亚风格，特别在它的发源地加利福尼亚州南部盛行。它特别在1962年到1964年盛行，并分为两种主要形式 。第一种是器乐冲浪音乐（instrumental surf），其特点是混响浸透的电吉他演奏以唤起冲击波的声音，主要由迪克·戴尔和德尔-托尼斯首创。第二种是声乐冲浪音乐（vocal surf），它吸收了原始冲浪音乐的元素，并增加了声乐和声，这种形式以海滩男孩为代表。

### 冲浪朋克

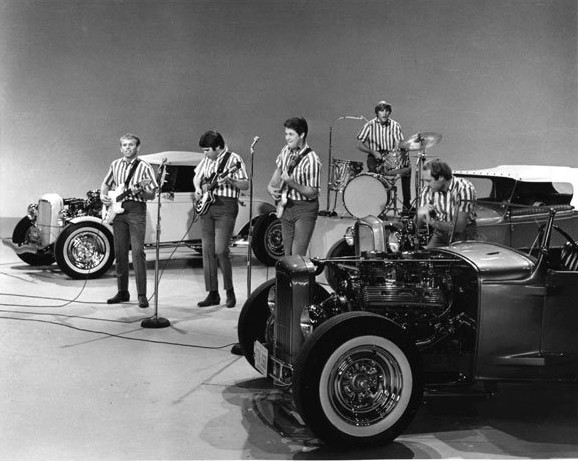
1964年沙滩男孩演奏《I Get Around》

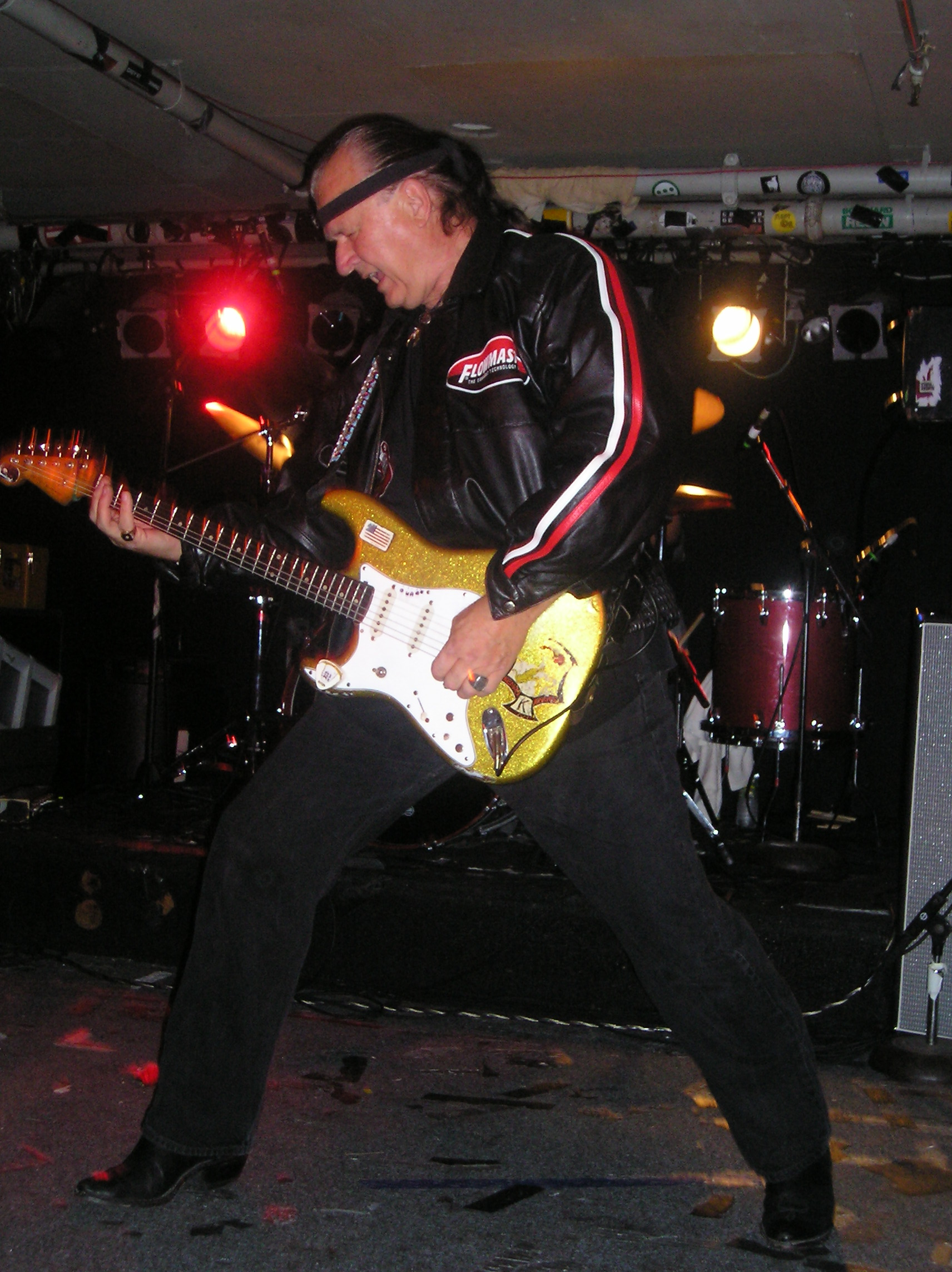
2005年Dick Dale在演奏

## 延申阅读
- Chidester, Brian; Priore, Domenic. . Santa Monica Press. 2008  [2018-09-15]. ISBN 978-1-59580-035-0. （原始内容存档于2020-08-01）.
- Miller, Chuck. . Krause Publications. 2011  [2018-09-15]. ISBN 1-4402-2821-3. （原始内容存档于2016-05-20）.
- Valdez, Stephen K. . Kendall/Hunt Publishing Company. 2006  [2018-09-15]. ISBN 978-0-7575-3379-2. （原始内容存档于2019-07-28）.